# Ursycyn (imię)
Ursycyn – imię męskie pochodzenia łacińskiego, pierwotnie przydomek utworzony za pomocą przyrostka -icinus (wskazującego na przynależność, pochodzenie lub zdrobnienie) od formy Ursius (Ursjusz), wywodzącej się od Ursus, czyli "niedźwiedź". W Kościele katolickim istnieje dziewięciu patronów tego imienia.
Ursycyn imieniny obchodzi:
- 20 kwietnia, jako wspomnienie św. Ursycyna (Ursacjusza), biskupa Brescii
- 14 sierpnia, jako wspomnienie św. Ursycyna, żyjącego w III/IV wieku, trybun z Ilirii, służącego w armii cesarza Dioklecjana i ściętego w Nikomedii
- 2 października, jako wspomnienie św. Ursycyna, biskupa Chur
- 20 grudnia, jako wspomnienie św. Ursycyna, pustelnika z Saint-Ursanne (kanton Jura)

Znane osoby noszące imię Ursycyn:
- Ursycyn – rzymski dowódca wojskowy z IV wieku n.e.